# Mariano Gamir
Mariano Gamir Ulibarri (Madrid, 6 de octubre de  1877 – Valparaíso de Abajo, Cuenca, 28 de julio de 1962) fue un militar español que combatió en la guerra civil española por el bando republicano, siendo uno de los protagonistas de la Campaña del Norte.

## Biografía
Recibió su formación militar en la Academia Militar de Toledo, en la que luego impartiría clases y llegaría ser su director. Gamir era un militar competente, de origen vasco y apolítico. Al comienzo de la Guerra civil, en julio de 1936 ostentaba el rango de General de brigada. Siendo comandante de la 5.ª Brigada de Infantería de la III División Orgánica, se mantuvo fiel a la República y participó en el aplastamiento de la sublevación en Valencia, donde estaba destinado. La fidelidad de Gamir fue clave para mantener Valencia fiel a la causa republicana. Posteriormente estuvo al frente de las tropas republicanas en el Frente de Teruel.

### Frente del Norte
A finales de mayo de 1937 fue destinado a la zona cantábrica, para hacerse cargo de las fuerzas republicanas en el País Vasco, en sustitución del general Francisco Llano de la Encomienda. El Lendakari José Antonio Aguirre había exigido insistentemente que Llano de la Encomienda fuera sustituido; tras la llegada de Gamir a Vizcaya, Aguirre mostró una buena sintonía con el nuevo comandante republicano. No obstante, Llano de la Encomienda continuó al frente de las fuerzas republicanas en Santander y Asturias.
A su llegada, Gamir reorganizó los mandos y las fuerzas republicanas de Vizcaya, y logró que Aguirre cediera finalmente el control que tenía sobre el antiguo Ejército vasco, algo que en el pasado había creado numerosas fricciones con Llano de la Encomienda. Sin embargo, la situación que se encontró Gamir era muy complicada y las fuerzas sublevadas ya se encontraban muy cerca de Bilbao. Aunque disponía de 40.000 hombres, existían fuertes fricciones entre los batallones comunistas, socialistas y anarquistas respecto a los batallones integrados por nacionalistas vascos. La madrugada del 19 de junio algunas unidades carlistas penetraron en Bilbao, que fue completamente ocupada a lo largo de aquel día. Gamir se aseguró de retirar a la provincia de Santander al mayor número de fuerzas posibles.
El 25 de junio, Gamir recibió el mando absoluto de todas las fuerzas del Ejército del Norte, centrándose entonces en reorganizar sus fuerzas. Llano de la Encomienda se trasladó a Gijón. A pesar de que intentó organizar la defensa republicana de Santander, sus fuerzas no estaban en condiciones óptimas o no disponían de suficientes medios. Las fuerzas republicanas en Santander estaban compuestas por 80.000 efectivos repartidos en cuatro cuerpos de Ejército, alrededor de 300 piezas de artillería, 40 aviones y tan sólo diecisiete cañones antiaéreos. Gamir presidió la Junta Delegada del Gobierno en el Norte, constituida el 6 de agosto de 1937 y encargada de coordinar la defensa frente a la ofensiva franquista. Cuando el 14 de agosto comenzó la ofensiva franquista, el frente se hundió en poco tiempo y muchas unidades republicanas comenzaron a retirarse desordenadamente hacia Santander o Asturias. Para empeorar la situación, las brigadas compuestas por nacionalistas vascos se negaron a seguir luchando y se retiraron a Santoña, donde esperaban rendirse a las tropas italianas. Las tropas de Franco entraron en Santander el 26 de agosto, y la campaña se saldó con alrededor de 60.000 republicanos hechos prisioneros por las fuerzas sublevadas. Gamir y otros mandos republicanos lograron escapar de la capital santanderina, trasladándose a Gijón a bordo de un submarino. Tras la caída de la ciudad de Santander, el 29 de agosto de 1937 el Consejo Soberano de Asturias y León, sin autorización del gobierno central, reemplaza a Mariano Gamir como jefe del Ejército del Norte y le entrega el mando al coronel Adolfo Prada Vaquero.

### Carrera posterior
Desde Gijón tomó un avión y se trasladó a Francia, trasladándose posteriormente a la zona central republicana. Recibió muchas críticas por la forma en que llevó las operaciones del norte, y tras su regreso no volvió a ostentar ningún mando activo, ocupando puestos meramente burocráticos. Gamir fue nombrado representante en la comisión internacional que discutió la retirada de las Brigadas Internacionales de España. El 12 de octubre de 1938 fue nombrado inspector general de Instrucción Militar, aunque fue un nombramiento demasiado tardío para tener efecto real sobre el desarrollo de la contienda.
Tras la caída de Cataluña y el final de la contienda, huyó a Francia donde residió hasta 1955, año en que regresó a España por no tener ya condenas pendientes. Durante su estancia francesa publicó sus memorias. Murió en 1962 en Valparaíso de Abajo, provincia de Cuenca, donde fue enterrado.

## Obras
- Gámir Ulibarri, Mariano; Miaja, J. (1939). "De mis memorias". Guerra de España 1936-1939. Campaña del norte. Comisión internacional. Ediciones Estrella.